# 長崎市立長崎商業高等学校
長崎市立長崎商業高等学校 （ながさきしりつ ながさきしょうぎょうこうとうがっこう, 英: Nagasaki City Nagasaki Commercial High School）は、長崎県長崎市泉町に所在する市立の商業高等学校。校舎敷地は長崎市泉町と西彼杵郡長与町高田郷にまたがっている。
長崎県、長崎市唯一の市立高等学校である。
日本で6番目、九州の商業高等学校では最古の歴史を誇る。敷地面積は県内公立学校で最大級。野球部は甲子園に出場経験がある。ソフトボール部も強豪である。略称は「長商」（ちょうしょう）。

## 概要
設置課程・学科
全日制課程
- 総合ビジネス科
  - 1年次のコース
    - スポーツビジネスコース ※3年次まで
    - 共通カリキュラム

  - 2年次からのコース
    - スポーツビジネスコース
    - マーケティングビジネス分野
    - 会計ビジネス分野
    - 国際ビジネス分野
    - 進学コース

- 情報科

校訓
「誠実・明朗・進取」
校章
商業学校時代の星の校章を踏襲し、商業学校時代に「商」の文字だけであったのを、学制改革で新制商業高等学校になった際に「商高」の文字（縦書きで、「高」は俗字体のはしご高）に変更した。
校歌
作詞は武田祐吉、作曲は原格太郎による。歌詞は3番まであり、1番の歌詞に「長崎商業」が入っている。
商業学校時代の旧校歌は、作詞が平田与七、作曲が原格太郎による。歌詞は3番まであり、長崎の別名である「崎陽」や「瓊の浦（たまのうら）」が登場する。
長商讃歌
創立80周年を迎えた1969年（昭和44年）に制定。作詞は中村徹、作曲は中村佐和子による。歌詞は3番まである。

## 沿革
前史
- 1857年（安政4年）
  - 6月 - 幕府は長崎奉行に対し、西役所（現在の長崎市江戸町 長崎県庁の位置）で蘭通詞、唐通詞[3]の他、一般有志の者にも英語、フランス語、ロシア語を学習させるよう訓令。
  - 8月 - 長崎奉行所が英語学習者を一般に募集し、「語学伝習所」が発足[4]。
- 1858年（安政5年）
  - 7月 - 西役所内の語学伝習所を立山の岩原屋敷内にある奉行支配組頭の永持亨次郎宅に移し、「長崎英語伝習所」（幕府直轄）と改称し、開設。
    - 蘭通詞 楢林栄左衛門、西吉十郎が頭取となり、オランダ海軍将校 ウイツヘルス、イギリス人フレッチェルなどが英語教師となり、唐通詞・蘭通詞・その他役人の子弟に英語の教育を行う。
    - この英語伝習所の開設は、東京大学の前身である江戸蕃書調所に英語科・仏語科を新設する2年前にあたる。[4]
- 1862年（文久2年） - 片淵郷組屋敷内の乃武館内に移転し、英語稽古所（英語所）と改称（頭取は中山門太）。
- 1863年（文久3年）
  - 7月 - 立山役所の東長屋に移転し、唐通詞 何礼之助、平井義太郎が学頭となる。
  - 12月 - 江戸町の元五箇所宿老会所跡（現 長崎県庁裏門付近）に移転し、「洋学所」と改称。
- 1865年（慶応元年）8月 - 新町の長州屋敷跡に移転し、「済美館」と改称。
  - 語学以外にも歴史・地理・数学・物理・経済を教えていた。
  - 諸藩からの留学生が多数を占めていた。
- 1868年（明治元年）4月 - 明治政府直轄となり、「広運館」と改称。
- 1871年（明治4年）11月 - 広運館が文部省の管轄となる。
- 1872年（明治5年）8月 - 学制公布に伴い、「第六大学区第一番中学」と改称。
- 1873年（明治6年）
  - 4月10日 - 学区分類の変更により、「第五大学区第一中学」と改称。
  - 4月30日 - 「広運学校」と改称。外国語を専門に教育する学校となる。
  - 6月15日 - 県庁舎の土地建物と広運学校の建物を交換。
  - 8月 - 立山屋敷に移転。
- 1874年（明治7年）
  - 4月18日 - 「長崎外国語学校」と改称。
  - 12月27日 - 「長崎英語学校」と改称。
- 1877年（明治10年）2月19日 - 文部省、経費節減のため、長崎英語学校を廃止し、建物・備品の一切を長崎県に譲渡。
- 1878年（明治11年）3月20日 - 長崎県、中島聖堂から長崎英語学校跡地に長崎準中学校[5]を移転し、旧・長崎県立長崎中学校に改称。
- 1882年（明治15年）7月1日 - 「長崎県立長崎外国語学校」と改称。
- 1884年（明治17年）4月1日 - 文部省令によって、県内の7中学[6]を廃止し、長崎外国語学校内（立山屋敷の一部）に県内唯一の「長崎県立長崎中学校」を設立[7]（県立外国語学校と長崎県立長崎中学校は併存）。

旧制商業学校
- 1885年（明治18年）- 創立年
  - 8月 - 大村町（現 万才町）の旧商業会議所跡に第一種商業学校として、九州では初めて「長崎区立長崎商業学校」が設立（修業年限 3ヶ年）。
  - 11月5日 - 開校式を挙行。
    - 1884年（明治17年）に商業学校通則が公布されてから、横浜・大阪・神戸などに商業学校が発足したが、海外貿易港の長崎にはまだ商業学校がなかった。当時の石田英吉長崎県令（県知事）は、このことを嘆き、松田源太郎ら県下の貿易商に商業学校の設立を勧めた。そこで商業学校設立委員会が組織され、市民から寄付金を募り、経費を貿易五厘金（貿易額の千分の五を積み立てる団体）から補助を受けて学校を創立した。
- 1886年（明治19年）
  - 2月 - 長崎商業学校内に、付属の夜学教場[8]を開設（3月1日に授業を開始、6月に長崎商業徒弟学校と改称）。
  - 4月1日 - 長崎外国語学校と長崎商業学校を統合し、「県立長崎商業学校」と改称した上で、岩原郷新町（現 興善町）に設置。付属の夜学教場はそのまま大村町に残す。
- 1887年（明治20年）5月 - 長崎商業徒弟学校が袋町（現 栄町）の新校舎に移転。
- 1889年（明治22年）7月 - 長崎商業学校、校舎を馬場郷伊良林に新築、移転。
- 1893年（明治26年）3月 - 長崎幼稚園[9]建設のため、長崎商業徒弟学校が廃止。
- 1901年（明治34年）5月 - 長崎市に移管、「市立長崎商業学校」と改称。
- 1919年（大正8年）11月 - 「長崎商業学校」と改称。
- 1922年（大正11年）- 修業年限を5年とし、午前午後の二部授業開始。学則を改正し、定員150名から1000名に増やす。
- 1925年（大正14年）6月 - 「長崎市立商業学校」と改称。この年、野球部が第11回全国中等学校優勝野球大会に初出場。
- 1926年（大正15年）- 野球部、2年連続で2回目の第12回全国中等学校優勝野球大会に出場。
- 1928年（昭和3年）- 創立記念日を11月5日と制定。

- 1933年（昭和8年）

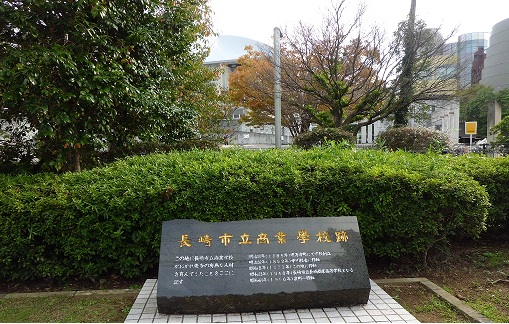
長崎市立長崎商業学校跡を表す碑
（油木町 長崎県立総合体育館入口）

  - 4月 - 油木谷（現 油木町）に新校舎が完成し、移転。
  - 野球部、第10回選抜中等学校野球大会に初出場。
- 1945年（昭和20年）
  - 8月9日 - 原爆投下により、現在の油木町にあった校舎・寮などを焼失。そのため、被爆直後は上長崎国民学校・東青年学校を仮校舎として授業を再開。
- 1946年（昭和21年）12月9日 - 油木谷の元校舎に復帰。
- 1947年（昭和22年）4月1日 - 学制改革により、油木谷中学校（新制中学校）が設置される。
- 1948年（昭和23年）3月31日 - 油木谷中学校が廃止される。

新制商業高等学校
- 1948年（昭和23年）
  - 4月 - 学制改革により、「長崎市立長崎商業高等学校」（現校名、全日制課程）と改称。
  - 6月18日 - 長崎市立長崎第二商業高等学校が長崎商業高等学校内に移転。
  - 学校新聞「ゆ〜かり」創刊。
- 1949年（昭和24年）4月 - 男女共学となり女子生徒23人が入学。
- 1950年（昭和25年）6月1日 - グラウンドで、長崎で初のプロ野球となる大洋ホエールズと西日本パイレーツのプロ野球公式戦が開催される。当時、両翼86.9m、中堅103.7mであった[10]。
- 1952年（昭和27年） - 校旗を制定。
  - 野球部、2回目の第24回選抜高等学校野球大会出場。
  - 野球部、3回目の第34回全国高等学校野球選手権大会出場。ベスト4。
- 1954年（昭和29年） - 野球部、4回目の第36回全国高等学校野球選手権大会出場。
  - 12月 - 西新館が完成。
- 1957年（昭和32年）9月 - 体育館が完成。
- 1960年（昭和35年）
  - 9月 - 武道場が完成。
  - 11月 - 創立75周年記念式典を挙行。
- 1965年（昭和40年）11月 - 創立80周年記念式典を挙行。長商讃歌を制定。
- 1963年（昭和38年）4月 - 3学級増設し、10学級となる。
- 1966年（昭和41年）4月 - 8学級編成となる。
- 1969年（昭和44年）- 野球部、5回目の第51回全国高等学校野球選手権大会出場。
- 1971年（昭和46年）4月 - 東新館増築が完了。
- 1972年（昭和47年）4月 - 情報処理科を新設。1学年あたり商業科7学級・情報処理科1学級となる。
- 1973年（昭和48年）4月 - 商業科7学級の中に進学コースを1学級設置。
- 1975年（昭和50年）11月 - 創立90周年記念式典を挙行。
- 1985年（昭和60年）11月 - 創立100周年記念式典を挙行。
  - 全校生徒や教職員、同窓生1,700名が出席し、ちょうちん行列など多くの記念事業が行われる。
- 1986年（昭和61年）
  - 3月24日 - 油木校舎で最後の修了式を行う。
  - 3月25日 - 新校舎（泉町、現在地）への引っ越し作業を開始。3月中に完了。
    - 泉町の新校舎の総面積は油木校舎の約3倍の9万4000m²。そのうち1万m²に教室棟、図書・視聴覚棟、産業振興棟など鉄筋コンクリート4階建ての建物が5棟が並ぶ。
    - 油木校舎は老朽化が激しく、解体され、跡地は市民に開放された。現在は長崎県立総合体育館（アリーナかぶとがに）が建っている。
- 1987年（昭和62年）- 野球部、6回目の第69回全国高等学校野球選手権大会出場。
- 1989年（平成元年）4月 - この時の入学生より商業科6学級・情報処理科2学級となる。
- 1991年（平成3年）4月 - 国際経済科を設置。1学年あたり商業科5学級・情報処理科2学級・国際経済科1学級となる。
- 1992年（平成4年）4月 - 海外留学生の受け入れを開始。
- 1995年（平成7年）
  - 4月 - キャメル色のブレザーに制服改定。
  - 11月 - 創立110周年記念式典を挙行。
- 2004年（平成16年）4月 - 商業科、情報処理科、国際経済科を情報国際ビジネス科に統合。この時の入学生より情報国際ビジネス科7学級となる。
- 2005年（平成17年）11月 - 創立120周年記念式典を挙行。株式会社ジャパネットたかた社長髙田明の講演会等の記念事業が行われた。
- 2006年（平成18年）
  - 3月 - 商業科、情報処理科、国際経済科の最後の卒業生を送り出し、以上3科を閉科。
  - 4月 - 全学年、情報国際ビジネス科1学科になり、各学年7学級、計21学級となる。
- 2007年（平成19年）12月 - 女子バスケットボール部、第38回全国高等学校バスケットボール選抜優勝大会に初出場。
- 2016年（平成28年）- 野球部、29年ぶり7回目の第98回全国高等学校野球選手権大会に出場。
- 2018年（平成30年）12月 - 陸上部女子、全国高校駅伝女子に初出場。
- 2021年（令和3年）
  - 不明 - 野球部、5年ぶり8回目の第103回全国高等学校野球選手権大会に出場。
  - 7月 - ソフトボール部、高校総体初優勝[11]。
- 2023年（令和5年）4月 - 情報国際ビジネス科を募集停止。この時の入学生より総合ビジネス科5学級、情報科1学級となる。
- 2025年（令和7年）
  - 3月 - 情報国際ビジネス科の最後の卒業生を送り出し、閉科。
  - 4月 - 全学年、総合ビジネス科、情報科の2学科になり、各学年6学級、計18学級となる。

## 学校行事
3学期制
1学期
- 4月 - 始業式、入学式、対面式、新入生歓迎会、
- 5月 - PTA総会、授業参観、中間考査
- 6月 - 高総体、生徒総会
- 7月 - 生徒会役員選挙、期末考査、終業式、中学生1日体験入学（オープンスクール）
- 8月 - 平和学習（9日 長崎原爆の日）

2学期
- 9月 - 始業式、体育祭
- 10月 - 中間考査、文化祭、芸術鑑賞会
- 11月 - 創立記念日（5日）
- 12月 - 高2インターンシップ、期末考査、高1・2進路体験発表会、終業式

3学期
- 1月 - 始業式、高3学年末考査（〜2月）
- 2月 - 強歩大会、高2修学旅行、同窓会入会式
- 3月 - 卒業式、高1・2学年末考査、終業式（修了式）

## 部活動

### 大会成績
運動部
- 野球部 - 春の甲子園出場2回、夏の甲子園出場8回
- 柔道部
- 剣道部
- 弓道部
- 陸上部
- ソフトテニス部
- バスケットボール部
- バレーボール部（女子）
- 水泳部
- 卓球部
- バドミントン部
- ソフトボール部（女子） - 選抜大会出場9回（3位1回）、高校総体出場18回（優勝1回、3位1回）。
- ハンドボール部
- 応援部

文化部
- 美術部
- 報道部
- 演劇部
- 吹奏楽部
- バトン部
- ワープロ情報処理部
- 商業クラブ
- 英会話部
- 簿記電卓部
- 放送部
- JRC（Junior Red Cross）
- 茶華道部

## 同窓会
- 長商同窓会（本部）- 毎年1月に新年祝賀会、11月に総会を実施。
  - 関東支部
  - 関西支部
  - 福岡支部

## 著名な出身者

### スポーツ
- 池田久之 - 元阪急軍選手
- 内堀保 - 元読売ジャイアンツ選手、中退
- 太田正男- 元西鉄ライオンズ・大映ユニオンズ選手
- 河津憲一 - 元阪神タイガース・東映フライヤーズ・南海ホークス選手
- 隈部一郎 - 元プロ野球選手
- 中村政美 - 元プロ野球選手
- 比留木虎雄 - 元プロ野球選手
- 松尾輝義 - 元読売ジャイアンツ選手（1969年ドラフト10位）
- 井上俊輔 - バレーボール選手、JTサンダーズ所属　岩屋中出身
- 大浦正文 - 元バレーボール日本男子代表選手、元バレーボールユース全日本男子監督
- 佐原恭輔 - 柔道家
- 向井幹博 - 柔道家
- 永田萌絵 - バスケットボール選手、トヨタ自動車アンテロープス所属
- 廣中璃梨佳 - 陸上選手

### 文化
- 古賀十二郎 - 郷土史家、「長崎ぶらぶら節」のモデル
- 清水崑 - 漫画家
- 蛭子能収 - 漫画家、タレント
- 平山智 - アニメーター、作画監督
- 朝永徹一 - デザイナー
- 久松信美 - 俳優

### その他
- 諸谷義武 - 元長崎市長
- 田崎慎治 - 商学者、神戸商業大学（現神戸大学）初代学長
- 原敕晁（北朝鮮による拉致被害者、田口八重子（李恩恵）夫人）

## スクールバス
- 長崎バス
  - 登校用
    - 時津〜榎の鼻〜青葉台〜長崎商業
    - 滑石・寺川内〜住吉〜長崎商業
    - 立神〜宝町〜住吉～長崎商業
    - 立神〜下大橋〜住吉〜長崎商業
    - 新地中華街〜江戸町〜大波止〜長崎駅前〜住吉〜長崎商業

  - 下校用
    - 長与駅〜まなび野団地〜県立大学シーボルト校〜長崎商業〜南陽台団地〜榎の鼻〜時津
    - 長崎商業〜青葉台団地〜榎の鼻〜時津
    - 長崎商業〜住吉〜滑石・寺川内
    - 長崎商業〜純心校前〜長崎駅前
    - 長崎商業〜住吉〜長崎駅前

## アクセス
- バス
  - 長崎バス
    - 「長崎商業」 バス停下車徒歩1分 （平日/土曜の朝のみ）
    - 「商業入口」バス停下車徒歩3分　（市内方面のみ）
    - 「島の本」バス停下車徒歩5分
    - 「団地公園前」バス停下車7分
      - 長崎駅前、浦上駅前からの場合は、1・9系統「長与ニュータウン」行または「緑ケ丘団地」行を利用。
      - 長与・満永方面からの場合は、20系統「新地中華街」行き（南陽台経由）行を利用。
      - 長与ニュータウン方面からの場合は20系統「新地中華街」行きを利用。

  - 長崎県営バス
    - 「長崎商高」 バス停下車徒歩1分 （平日朝のみ）
    - 「商業入口」バス停下車徒歩3分 （平日のみ）
    - 「女の都入口」バス停下車徒歩10分
- 最寄りの県道
  - 長崎県道113号長与大橋町線
- 最寄りの高速道路・インターチェンジ
  - 川平有料道路 女の都ランプ

## 周辺
- 長崎県立大学シーボルト校（旧県立長崎シーボルト大学）
- 長崎県立長崎高等技術専門校
- まなび野団地
- 長与病院